# Grenier de réserve

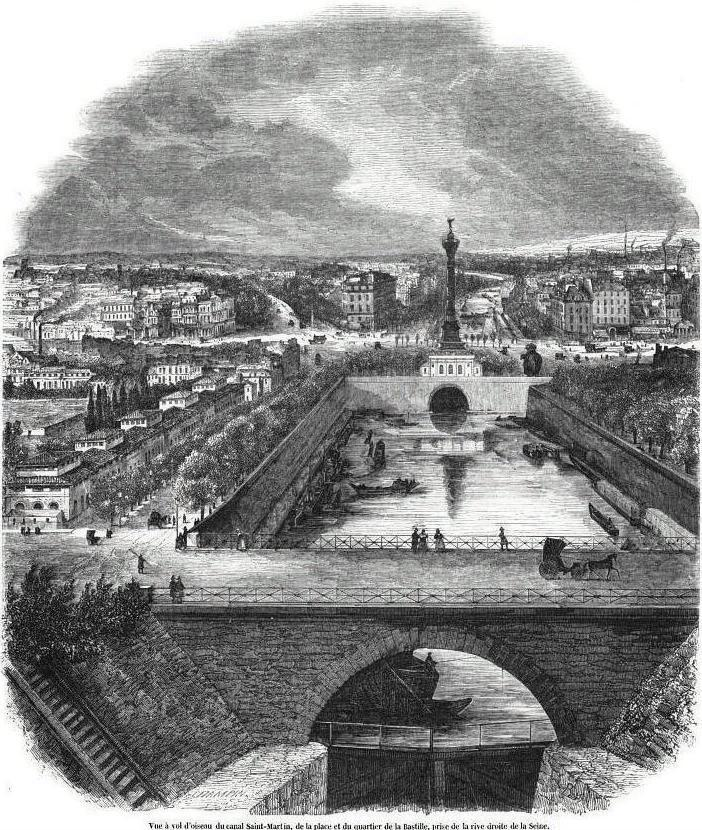
Sýpka se nachází po levé straně vodního kanálu

Grenier de réserve (česky Rezervní sýpka) byl centrální sklad obilovin v Paříži vystavěný a posléze zbořený v 19. století jako ústřední zásobárna obilí pro hlavní město. Nacházel se na Boulevardu Bourdon ve 4. obvodu.

## Historie
Stavba vznikla v roce 1807 na příkaz Napoleona. Jednalo se o kamennou budovu 350 m dlouhou, 25 m širokou a 23 m vysokou. Původní plán předpokládal šest pater, ale byly postaveny jen tři úrovně: suterén, přízemí a podkroví.
Obilí přivážely lodě po vodním kanálu Bassin de l'Arsenal. Přístaviště se nacházelo pod úrovní bulváru Bourdon, zboží procházelo tunelem pod bulvárem a poté bylo vyzdviženo do přízemí budovy.
Během epidemie cholery v roce 1832 sklad sloužil dočasně jako nemocnice.
Umístění a tvar budovy se ukázal jako nevhodný. Navíc byl v roce 1836 vybudován rozsáhlý sklad u kanálu Bassin de la Villette. Město Paříž koupilo sýpku od státu v roce 1842 jako veřejné úložiště potravin. Pekaři byli požádáni, aby zde byla uložena rezerva pšeničné mouky a obilí pro zákazníky na tři měsíce. V suterénu byl uložen olej a víno. Pro usnadnění přístupu do sýpky ze strany ulice byl v roce 1843 proražen vstup z ulice Rue de Brissac.
V roce 1871 byla během bojů za Pařížské komuny sýpka podpálena. Po jejím zboření byla prodloužena ulice Rue Mornay. Prostor bývalé sýpky dnes využívá dopravní společnost RATP.